# 송인호 (희극인)
송인호(1984년 6월 21일 ~ )은 대한민국의 희극 배우이다.

## 출연작

### 방송
- 개그투나잇 (SBS)
  - 부조리 (2009)
  - new 부조리 (2009)
  - New 비둘기 합창단 (2009)
  - 연예패밀리 (2012.02.25 ~ 2012.06.09)
  - 쇼 미더 개그 (2012.09.15 ~ 2012.12.22)
- 웃찾사 (SBS)
  - 사이다 (2016.07.01 ~ 2016.08.24)
  - 뽀샵사진관 (2016.10.26 ~ ) 사진관 직원 역